# Aregujjanahalli, Tumkur
Aregujjanahalli là một làng thuộc tehsil Tumkur, huyện Tumkur, bang Karnataka, Ấn Độ.